# Kushalgarh
Kushalgarh (o Kushālgarh) és una vila a l'estat indi de Rajasthan. Es troba al districte de Banswara, aproximadament 65 km al sud de la ciutat de Banswara.
Kushalgarh fou també el nom d'un estat de la Rajputana, a l'extrem sud de l'agència, al sud-est de l'estat de Banswara, dins la residència de Mewar.
La superfície era de 881 km² i l'aspecte físic era similar a Banswara. La població estava repartida en 257 pobles i sumava en total 16.222 persones el 1901 de les que 11.538 eren bhils (71%), i 35.564 habitants el 1931. La capital era Kushalgarh (2.838 habitants el 1901) amb oficina de correus, escola i dispensari. Apareixen segells propis de l'estat entre 1917 i 1950.

## Història
La família regnant estava emparentada amb la família reial de Banswara, i pertanyia al clan rathor dels rajputs, reclamant ser descendents de Jodh Singh, el fundador de la ciutat de Jodhpur. Van emigrar a l'est des de Ratlam (on encara conserven 60 poblets que paguen tribut al rajà) i van adquirir la regió de Kushalgarh al final del segle XVII; segons els annals de Banswara, el país fou conquerit als bhils per Kushal Singh, sobirà de Banswara i donat al thakur (noble) Akhai Raj com a recompensa pels seus serveis, rebent el nom del conqueridor; però segons la història de Kushalgarh fou conquerit als bhils pel mateix Akhai Singh i va rebre el nom del cap bhil Kushla, al que havia derrotat (vers 1783). En tot cas almenys el districte nord-oest, de nom Tambesara, fou concedit com a jagir, pel sobirà de Banswara al thakur de Kushalgarh.
El principat de Kushalgarh pagà tribut a Banswara (550 rúpies a l'any); el thakur va rebre el títol de rao del maharajà de Mewar; les freqüents reclamacions de Banswara van portar finalment als britànics a establir la plena independència de Kushalgarh excepte pel pagament del tribut i alguns serveis honorífics.
El rao de Kushalgarh exerceix tot el poder a l'estat i les seves corts disposen de poders civils i criminals encara que alguns casos havien de ser sotmesos al resident britànic i les sentències de mort havien de ser confirmades per l'agent del governador general a Rajputana. El sobirà de Banswara feu la cerimònia d'investidura (talwar-bandi) quan un nou rao de Khushalgarh arribà al poder.
El 25 de març de 1948 es va formar la Unió del Rajasthan amb el mateix Kushalgarh, i Banswara, Bundi, Dungarpur, Jhalawar, Kishangarh, Pratapgarh, Shahpura, Tonk i Kotah, a la que es va afegir Mewar tres dies després i formalment el 18 d'abril de 1948. El 30 de març de 1949 s'hi van unir els grans estats (Jaipur, Jodhpur, Jaisalmer i Bikaner) i es va formar el Gran Rajasthan, i finalment s'hi va incorporar la Unió de Matsya el 15 de maig de 1949 i es va former l'estat de Rajasthan. El maharajà va morir el 16 de febrer de 1971. El rao va morir el 21 de febrer de 1967.

## Llista de sobirans
- Maldeo, descendent de Rao Jodha, va florir el 1590
- Ram Singh, fundador del clan Ramavat, mort el 1631 en la guerra entre els chahuans de Banswara i els rathor.
- Jaswant Singh
- Amar Singh, jagirdar de Khera (60 pobles) a la regió de Ratlam.
- Akhai Raj, jagirdar de Kushalgarh 1671-?
- Ajab Singh
- Kalyan Singh
- Kirat Singh
- Dal Singh
- Kesri Singh
- Achal Singh
- Bhagwant Singh
- Zalim Sing, primer rao
- Hamir Singh
- Zorawar Singh ?-1891
- Udai Singh 1891-1916
- Ranjit Singh 1916-1947
- Harendra Singh 1947-1949 († 1967)